# Ngambarsari
Ngambarsari is een bestuurslaag in het regentschap Wonogiri van de provincie Midden-Java, Indonesië. Ngambarsari telt 4019 inwoners (volkstelling 2010).